# اینی (گرمی)
روستای اینی در ایران، استان اردبیل، شهرستان گرمی، بخش مرکزی و دهستان اینی قرار دارد. روستای اینی  در ۱۰کیلومتری جنوب شرقی شهر گرمی (مغان) و دردامنه شمالی کوه شین آوار داغی در ۴۸درجه و ۹ دقیقه طول شرقی و ۳۸درجه ۵۹ دقیقه عرض شمالی واقع شده است.  
روستای اینی، خود از سه روستای یوخاری اینی، آشاغا اینی و اورتا اینی (علیا، سفلی و وسطی) تشکیل شده‌است که تقریباً به هم چسبیده اند.  

## موقعیت جغرافیایی
روستای اینی در ۳۸ درجه و ۵۹ دقیقه عرض جغرافیایی و ۴۸ درجه و ۹ دقیقه طول شرقی واقع شده‌است. در دامنه کوه پاشنه ور قرار دارد.  روستای اینی در مرز ایران با جمهوری آذربایجان واقع شده‌است. روستای اینی از شمال به جمهوری آذربایجان، از جنوب به روستای قوزلو (مغان)، از شرق به روستای آلایله و بی اره و از غرب به روستای چلک  متصل است. روستای اینی حدوداُ ۶۷/۷۶کیلومتر مربع وسعت دارد که تقریباُ %۲/۱کل مساحت شهرستان گرمی (مغان) را شامل می‌شود.

## دسترسی
دسترسی به این روستا از مرکز شهرستان گرمی از دو مسیر امکان پذیر است اولی از مسیر روستاهای اظماره و قوزلو می باشد که مسافت آن حدود ۱۰ کیلومتر است. این مسیر یک جاده آسفالت روستایی است. مسیر دیگر که کوتاه تر است مسیر گرمی- ساری درق- چلک- اینی می باشد که 7 کیلومتر است و تا روستای چلک راه روستایی آسفالته است اما بعد از آن مسیر خاکی کوهستانی است. 

## آب و هوا
آب و هوای این روستا در زمستان سرد و در تابستان تقریبا معتدل می باشد و جزو مناطق ییلاقی شهرستان گرمی حساب می‌شود. بیشترین دمای ثبت شده در آن 35 درجه و مربوط به تیرماه و پایین ترین دمای ثبت شده 16 درجه زیر صفر و مربوط به دیماه می باشد. 
میزان بارندگی این روستا بین 400-600 میلیمتر است و جزو پر بارانترین نقاط شهرستان گرمی می باشد. بارش عمده آن در زمستان و پاییز به صورت برف و در بهار به صورت باران است و بارش تگرگ نیز تقریبا در آن متداول است. 

## طبیعت
قسمت اعظم روستای اینی دارای آب و هوای سرد در زمستان و معتدل در بهار ،تابستان و پاییز می باشد . سرچشمه اصلی رودخانه اوجارلو (اوجرلو)چای یعنی شعبه های قوزلو چای (خلیفه لو چای) ازارتفاعات جنوبی این روستامی باشد. 
قسمت جنوبی روستای اینی به ارتفاعات سالاوات داغی محدود است. حد اکثر ارتفاع این کوهها در این روستا حدود 1500متر از سطح دریا می باشد و قله های معروف آن شین آوار داغی، قاراجا داغی و ارتفاعات تیرگین و چاناخ و وجود چشمه های طبیعی در این ارتفاعات  می باشند. 
ارتفاع خود این روستا از سطح دریاهای آزاد حدود ۱۳۰۰متر می باشد. این ارتفاعات همچنین بهترین مراتع ییلاقی روستا رادر خود جایی داده اند . غیر از پوشش گیاهی مرتع در این ارتفاعات به مقدار قابل توجهی پوشش گیاهی جنگلی وجود دارد . ازدرختان جنگلی این روستا بلوط،ولیک،ممرز،ون ،آلوچه وحشی،گلابی ، ازگیل و درختچه های نسترن و تمشک را می توان نام برد .
جنگل اینی در مجاورت این مسیر قرار دارد مساحت جنگل اینی حدود 50 سال پیش به بیش از 700 هکتار می رسید اما به علت آتش سوزی های رخ داده مساحت محدودی از ان (حدود 12 هکتار) به صورت جنگل متراکم و بقیه به صورت مراتع پوشیده از درختچه باقی مانده است. 
از جمله رودخانه های موجود در روستا رودخانه اوجارلوچای می باشد. شاخه اصلی و پرآب این رودخانه از کوه شین آوار واقع دراین روستا سر چشمه می گیرد و از روستاهای اینی و قوزلو عبور کرده وبه روستای آشاغا شئون می رسد. این رودخانه به جهت عبور ازروستاهای فوق الذکر به اینی چایی و (خلیفه لو) چایی نیز معروف است. جریان این رودخانه از جنوب به شمال است وحدود۳۰کیلومتر طول دارد آب این رودخانه سرانجام پس از عبور ازچندین روستا مورد استفاده اهالی  روستاهای اوجاق آلازار،امراهلو وحمزه خانلو قرار می گیرد. از ویژگی های معروف این رود داشتن چندین آبشار زیبا ودیدنی دردره شوله لر در حد فاصل روستای اینی – قوزلو می باشد که بزرگترین آن به نام سولدوز شوله (بویوک شوله) با ۲۲ متر ارتفاع از دیدنی ترین نقاط طبیعی این روستا می باشد. ارتفاع رود اوجارلوجای سرچشمه حدود۱۲۰۰متر و ارتفاع ریزشگاه آن ۴۵۰ متر و شیب متوسط آن هم ۷/۳ درصد می باشد. اهالی ساکن در اطراف رودخانه از قدیم با ایجاد نهرهایی از آب آن درزراعت  و باغداری استفاده می کردند. میزان آبدهی لحظه ای این رودخانه ۳۵لیتر در ثانیه وسطح حوضه آبریزآن حدود ۴۵کیلوتر مربع می باشد.

## مردم شناسی و جمعیت
مردم این روستا همگی به زبان ترکی آذربایجانی صحبت می کنند و مسلمان و از مذهب شیعه اثنی عشری می باشند. تقریبا تمامی اهالی روستا از طایفه خلیفه لو می باشند که برخی روستاهای دیگر در شهرستان گرمی نظیر تولون و نیز روستاهای جمهوری آذربایجان نظیر پریمبل نیز از همین طایفه می باشند. 
روستای اینی بر اساس سرشماری سال 1395 مجموعا 1781 نفر جمعیت دارند که در قالب 489 خانوار زندگی می کنند. در این بین اینی علیا  دارای جمعیت 813 نفر، وسطی 443 نفر و سفلی 525 نفر می باشد. با احتساب جمعیت هر سه روستا، اینی پر جمعیت ترین نقطه روستایی شهرستان گرمی باشد. 

## اقتصاد
اقتصاد روستا عمدتا مبتنی بر دامپروری است و زراعت، زنبورداری و باغداری نیز به طور محدود در آن وجود دارد. برخی خدمات و تجارت محدود نیز در آن انجام می‌شود؛ اما با توجه به جمعیت خود نسبت به سایر روستا های با ابعاد مشابه در سطح استان از جنبه های مختلف توسعه نیافته است. 

## گردشگری
مسیری که از روستای قوزلو شروع شده و به سمت روستاهای اینی، آلیله- داش دیبی- رمضان لو- دمیرچی- بیعرق-ونستانق-اوماسلان و... ادامه می یابد یکی از سرسبزترین و زیباترین مسیر های گردشگری شهرستان گرمی می باشد.  جنگل اینی، شوله لر دره سی (دره آبشارها) و کوه ها و مراتع اطراف از جاذبه های مهم گردشگری این روستا می باشد. 
مسیر گرمی به سمت روستاهای قوزلو و اینی ادامه یافته و با گذر از مناطق سرسبز و کوهستانی و مرزی شهرستان گرمی به زهرا مرکز بخش موران می رسد و از آنجا نیز با مسیر دیگری به مرکز شهرستان گرمی وصل می‌شود. علاقه‌مندان می‌توانند از این مسیر ها برای رفت یا برگشت استفاده نمایند اما در برخی قسمت های آن عملیات آسفالت تکمیل نشده است و در روزهای بارانی احتیاط برای گذر از این مسیر ضروری است. 
روستا تقریباً فاقد امکانات پذیرایی و اقامتی است و گردشگران استفاده از طبیعت یا استفاده از امکانات اقامتی و پذیرایی مرکز شهرستان را باید در دستور کار قرار دهند. 

## منبع
1. «: کمیته تخصصی نام نگاری و یکسان سازی نام های جغرافیایی ایران :». بایگانی‌شده از اصلی در ۲۹ اوت ۲۰۱۱. دریافت‌شده در ۱۹ ژوئیه ۲۰۱۱.

پژوهشی در جغرافیای مغان، سید محمد ابراهیمی، انتشارات نیک آموز ۱۳۸۵